# Orthophytum sucrei
Orthophytum sucrei är en gräsväxtart som beskrevs av Hans Edmund Luther. Orthophytum sucrei ingår i släktet Orthophytum och familjen Bromeliaceae. Inga underarter finns listade i Catalogue of Life.

## Bildgalleri

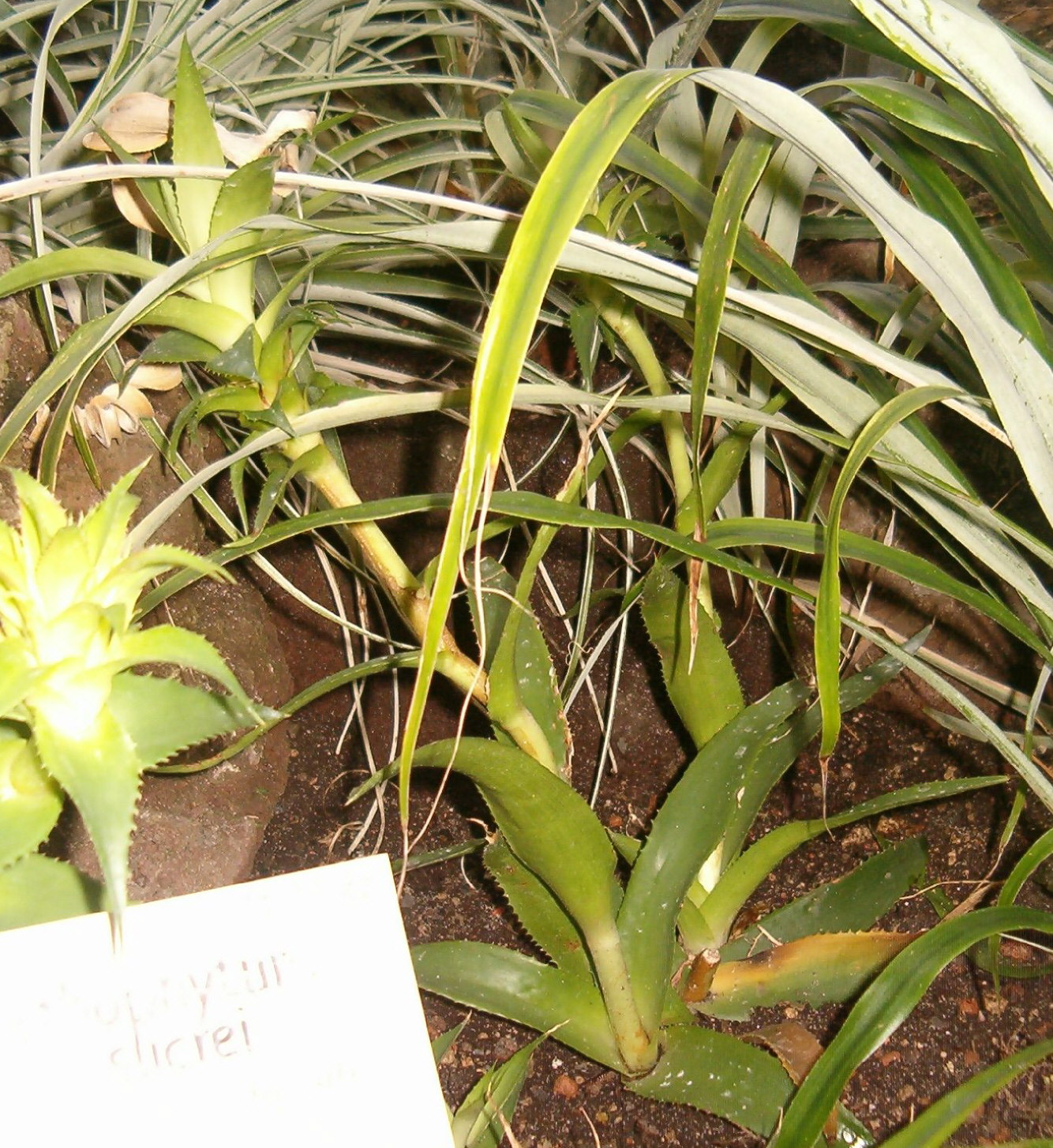